# 上海数学·一课一练
《上海数学·一课一练》，或直译为《基于英国国家课程标准的上海数学》（英語：The Shanghai Maths Project: For the English National Curriculum），是华东师范大学出版社与哈珀柯林斯共同推出的数学教辅，2015年起于英国出版发行。该系列涵盖了小学与初中11个年级，共11册。主编为南安普顿大学教授范良火。

## 出版
2009年及2012年，上海学生在国际学生能力评估计划的全球数学测试中领先全球。英国政府已拨款710万美元，训练老师们使用中国学校的方法。
华东师大版《一课一练》是上海教辅书籍，诞生于1993年。2014年第一届华人数学教育大会上，华东师范大学出版社教辅分社社长倪明向范良火询问《一课一练》有无可能进入英国，得到答案“有可能”。
2014年7月，华东师大出版社开始与英国出版机构洽谈。次年1月，华东师大出版社与哈珀柯林斯出版社签订协议，共同推出《一课一练》数学分册英国版，并于8月19日出版第1册。

## 内容
《上海数学·一课一练》的难度与上海课程标准难度保持一致，但进行了适当的修改，以符合英国课程标准及文化、生活习惯。例如，一道连线题中，中国版鸟对应笼子，而英国版的鸟对应树。

## 使用
《上海数学·一课一练》已上架英国书店，并于2017年8月上线英国亚马逊网站。至2017年9月，该教辅已于英国400多所学校中投入使用
。

## 评价
《人民日报》海外版称《上海数学·一课一练》为“2017年海外热议的中国五本书”之一。